# Финале Купа европских шампиона 1969.
Финале Купа европских шампиона 1969. је била фудбалска утакмица одиграна на стадиону Сантјаго Бернабеу у Мадриду 28. маја 1969. између италијанског Милана и холандског Ајакса, за одређивање шампиона Европског купа 1968–69. Ајакс је ушао у историју тако што је постао прва холандска екипа која је стигла до финала, али су их италијански противници победили са 4–1.
До 2024. године, Миланов играч Пјерино Прати остаје последњи играч који је постигао хет-трик у финалу Купа Европе или Лиге шампиона.

## Пут до финала
Милан је у другом колу био слободан због повлачења низа источноевропских клубова из такмичења. У свом полуфиналу избацили су браниоца шампиона Европе Манчестер јунајтед.
У четвртфиналу, Ајакс је одиграо нерешено 4-4 против португалске Бенфике после две утакмице, што је приморало да се одигра и трећа утакмица. Холандски шампион је победио са 3-0 у репризи, али је за то било потребно додатно време.
| Милан              | Милан    | Милан    | Милан    | Коло         | Ајакс          | Ајакс    | Ајакс   | Ајакс              | Ајакс          |
| ------------------ | -------- | -------- | -------- | ------------ | -------------- | -------- | ------- | ------------------ | -------------- |
| Противник          | Ук. рез. | 1. ута   | 2. ута   |              | Противник      | Ук. рез. | 1. ута  | 2. ута             | Плејоф         |
| Малме              | 5–3      | 1–2 (г)  | 4–1 (д)  | Прво коло    | Нирнберг       | 5–1      | 1–1 (г) | 4–0 (д)            |                |
| Слободан           | Слободан | Слободан | Слободан | Друго коло   | Фенербахче     | 4–0      | 2–0 (д) | 2–0 (г)            |                |
| Селтик             | 1–0      | 0–0 (д)  | 1–0 (г)  | Четвртфинале | Бенфика        | 4–4 (r)  | 3–1 (г) | 1–3 (п. с. н.) (H) | 3–0 (п. с. н.) |
| Манчестер јунајтед | 2–1      | 2–0 (д)  | 0–1 (г)  | Полуфинале   | Спартак Трнава | 3–2      | 3–0 (д) | 0–2 (г)            |                |

## Утакмица

### Детаљи
| Милан                            | 4–1      | Ајакс              |
| -------------------------------- | -------- | ------------------ |
| Прати 7’, 40’, 75’ · Сормани 67’ | Извештај | Васовић 60’ (пен.) |

| Милан | Ајакс |

| GK         | 1  | Фабио Кудичини       |
| RB         | 2  | Анђело Анквилети     |
| LB         | 3  | Карл Хајнц Шнелингер |
| RH         | 4  | Роберто Росато       |
| CH         | 5  | Саул Малатраси       |
| LH         | 6  | Ђовани Трапатони     |
| OR         | 7  | Курт Хамрин          |
| IR         | 8  | Ђовани Лодети        |
| CF         | 9  | Анђело Сормани       |
| IL         | 10 | Ђани Ривера (c)      |
| OL         | 11 | Пјерино Прати        |
| Менаџер:   |    |                      |
| Нерео Роко |    |                      |

| GK               | 1  | Герт Балс (c)      |  |     |
| RB               | 2  | Вим Сурбир         |  | 46’ |
| CB               | 3  | Бари Хулсхоф       |  |     |
| CB               | 4  | Велибор Васовић    |  |     |
| LB               | 5  | Тео ван Дајвенбоде |  |     |
| RH               | 6  | Хенк Грот          |  | 46’ |
| LH               | 7  | Тон Пронк          |  |     |
| RW               | 8  | Сјак Сварт         |  |     |
| CF               | 9  | Инге Данијелсон    |  |     |
| CF               | 10 | Јохан Кројф        |  |     |
| LW               | 11 | Пит Кајзер         |  |     |
| Резервни играчи: |    |                    |  |     |
| FW               | 12 | Клас Нунинга       |  | 46’ |
| MF               | 13 | Бени Мулер         |  | 46’ |
| GK               |    | Хајнц Стај         |  |     |
|                  |    | Гери Мирен         |  |     |
|                  |    | Руд Сурендонк      |  |     |
| Менаџер:         |    |                    |  |     |
| Ринус Михелс     |    |                    |  |     |